# François Norbert Blanchet
François Xavier Norbert Blanchet (ur. 30 września 1795 w St. Pierre Riviere de Sud w Kanadzie, zm. 18 czerwca 1883 w Portlandzie w stanie Oregon) – amerykański duchowny katolicki pochodzenia kanadyjskiego, pierwszy arcybiskup Oregon City, nazywany Apostołem Oregonu.

## Życiorys
Przyszedł na świat w rodzinie kanadyjskiego farmera Pierre Blancheta. Wraz z młodszym bratem Augustinem-Magloire udał się w roku 1810 do Quebecu, by tam rozpocząć naukę w seminarium duchownym. Święcenia kapłańskie otrzymał 18 lipca 1819 i skierowany został do pracy misyjnej w Nowym Brunszwiku, gdzie był proboszczem wśród Indian i osadników. Spędził tam siedem ciężkich lat w ubóstwie, izolacji i niezliczonych trudach. W roku 1827 odwołany został do Montrealu, gdzie objął parafię św. Józefa (miał tam pod opieką 2000 dusz). Odważne zaangażowanie podczas epidemii cholery sprawiło, iż szacunkiem obdarzyli go nawet miejscowi protestanci. W roku 1837 mianowany został wikariuszem generalnym arcybiskupa Quebecu dla misji na Terytorium Oregonu, terenu nigdy wcześniej nie odwiedzanego przez katolickiego kapłana. Ks. Blanchet dotarł tam wraz z ks. Modestem Demersem w październiku roku 1838. Początkowo jego siedzibą było miasteczko Walla Walla, następnie przeniósł się do Fortu Vancouver. Z powodu braku świątyni msze celebrował najczęściej w prywatnych budynkach, a zainteresowanie tubylców religią katolicką było niewielkie.
1 grudnia 1843 ks. Blanchet otrzymał nominację na wikariusza apostolskiego Terytorium Oregonu. Wiązało się to z przyjęciem sakry biskupiej i biskupiej stolicy tytularnej (Filadelfia in Lydia). List w sprawie nominacji dotarł do niego dopiero w sierpniu następnego roku. Sakrę przyjął w katedrze w Montrealu, a konsekratorem był ówczesny miejscowy ordynariusz Ignace Bourget. Wyjechał następnie do Europy, by jak wielu innych ówczesnych biskupów amerykańskich działać na rzecz interesów swej diecezji. Powrócił do Oregonu wraz z kilkoma jezuickimi kapłanami, trzema świeckimi braćmi i kilkoma siostrami zakonnymi. Na jego wniosek przyznano mu również nowa stolicę tytularną Adrasus, by ta nie kojarzyła się z Filadelfią w Pensylwanii. Rok 1846 przyniósł ważne wydarzenia w życiu lokalnego Kościoła. 24 lipca wikariat Terytorium Oregonu podniesiony został do rangi diecezji, a oprócz tego utworzono diecezje Walla Walla (ordynariuszem został tam jego brat) i Wyspa Vancouver (pierwszym biskupem został jego współtowarzysz z pierwszej wyprawy ks. Demers). 29 lipca 1850 jego diecezja została podniesiona do rangi metropolii, a on sam mianowany arcybiskupem metropolitą Oregon City. Przez kolejne dziesięciolecia jego talenty organizacyjne doprowadziły do ustawicznego rozwoju prowincji kościelnej z wybrzeży Pacyfiku. Brał udział w Synodach Plenarnych w Baltimore, podróżował do odległych krajów by pozyskiwać nowych kapłanów, a także był autorem publikacji historycznych dotyczących misji w Oregonie. W roku 1869 obchodził złoty jubileusz święceń kapłańskich, a rok później brał udział w pracach Soboru Watykańskiego I, gdzie był zwolennikiem dogmatu o nieomylności papieskiej. Niedługo po otrzymaniu do pomocy koadiutora, zrezygnował z rządów w archidiecezji i przeszedł na emeryturę, po czterdziestu sześciu latach heroicznej pracy na rozległych terenach Terytorium Oregonu. Przez potomnych nazwany zostanie Apostołem Oregonu. Pochowany został na cmentarzu w St. Paul.